# Anarquisme sense adjectius
L'Anaquisme sense adjectius és un corrent dins del pensament anarquista que defensa que les diferents escoles de pensament poden i han de conviure simultàniament. Dona pas a la voluntarietat (no-coacció, llibertat negativa) de les persones (sobre els seus cossos, ments i béns) per escollir el tipus d'associació (associació voluntària) que cadascú considere més favorable i proposa la lliure experimentació de models legals i econòmics.

## Teoria
L'origen del terme data de l'any 1890, arran d'una polèmica sobre un sistema econòmic per l'anarquisme entre mutualistes, anarcocol·lectivistes i anarcocomunistes de diversos països al diari francès La Révolte, quan Fernando Tarrida del Mármol va enviar una carta al diari exposant com s'interpretava en el moviment llibertari espanyol la qüestió del desenvolupament d'una societat anarquista:
| «                                   | […] Creiem que ser anarquista significa ser enemic de tota autoritat i imposició, i per consegüent, siga el que siga el sistema que preconitze, és perquè es considera la millor defensa de l'anarquia, no desitjant imposar als qui no l'accepten. | » |
| — Fernando Tarrida del Mármol, 1890 | |   |

Per a aquests anarquistes les preferències econòmiques es consideren de "importància secundària" a l'abolició de tota autoritat involuntària i permanent, i la lliure experimentació és l'única regla d'una societat lliure. Rudolf Rocker diu sobre els diferents tipus d'anarquisme:
| «               | (Presenten) només diferents mètodes de l'economia, possibilitats pràctiques que encara no s'han provat, i que el primer objectiu és garantir la llibertat personal i social dels homes no importa sobre quina base econòmic s'aconsegueixi. | » |
| — Rudolf Rocker | |   |

Anarquistes coneguts que van arribar en algun moment a considerar a si mateixos sense adjectius, van ser Errico Malatesta i Voltairine de Cleyre. Actualment també hi ha anarquistes que s'anomenen "sense adjectius":
| «                | No tinc cap prefix o adjectiu per al meu anarquisme. El sindicalisme crec que pot funcionar, com pot el anarcocapitalista de mercat lliure, el anarcocomunisme, fins i tot anarcoerenites, depenent de la situació. | » |
| — Fred Woodworth | |   |